# 성매매근절을 위한 한소리회
한소리회는 반성매매 운동을 하는 대한민국의 민간단체들을 위한 연합 단체이다.

## 역사
성매매 근절을 위한 한소리회는 1986년 10월에 설립되었고 '성매매 근절을 위한 하나의 목소리'라는 뜻을 담고 있다. 궁극적으로는 성매매가 근절되어 모든 인권이 보장되는 평등한 사회를 구현하는 것을 목표로 한다. '성매매 근절'이라는 기치를 걸고 활동하는 대한민국 반성매매 운동 단체이다.

## 활동
성매매 수요 차단 운동과 성매매 여성과 활동가들의 임파워먼트 운동을 주축으로 한다.
- 성구매자와 알선업자에 대한 처벌 강화 운동
- 예방, 개발, 홍보, 연구 출판 등의 교육 분야
- 성매매 여성에 대한 인권 보호
- 관련 단체에 대한 지원 활동
- 관련 단체와의 연대 및 동참 운동
- 법 제정 및 개정에 관한 운동
- 국제 연대
- 정책 개발 : 연 1회 정책 제안서 발간

### 사례
- 2012년 10월 12일, <성매매근절을 위한 한소리회>는 청소년 성매매의 실태를 알아보고 위험 속에 방치된 십대들을 위한 사회안전망을 모색하는 자리를 마련하였는데, 이 자리에서 한국여성인권진흥원의 정혜원 연구원은 2011년 4월부터 10월까지 진행된 심층면접 및 설문조사를 통해 청소년 성매매 실태를 진단한 결과를 발표했다.[3]

## 같이 보기
- 성폭력